# 熱帯夜 (ゴスペラーズの曲)
『熱帯夜』（ねったいや）は日本の男性ヴォーカルグループ、ゴスペラーズ（The Gospellers）の12枚目のシングル。1999年6月19日に発売された。

## 解説
ゴスペラーズ初の12cmシングル。ベスト・アルバム『G10』の投票ランキングに12位にランクイン。2005年4月19日の日本武道館で行われた「ゴスペラーズ坂ツアー2005 G10」では炎が噴射するオブジェのセットで歌い、ジャケットアクションを披露していた。
カップリングの「CENTURY」もアルバム『G10』の投票ランキングに43位に入った。

## 収録曲
1. 熱帯夜
  - 作詞：安岡優／作曲：黒沢カオル、北山陽一、妹尾武／編曲：田辺恵二
2. CENTURY
  - 作詞：安岡優／作曲：北山陽一、妹尾武／編曲：田辺恵二

## カバー
熱帯夜
- UNIONE - 『BOYS meet HARMONY』に収録。